# Facteur anti-hémophilique B
Le facteur IX (EC 3.4.21.22, aussi appelé facteur anti-hémophilique B ou appelé facteur Christmas)  est une protéine sanguine impliquée dans la coagulation. Il s'agit d'une protéase à sérine.
C'est la protéine dont le gène est muté dans l'hémophilie de type B, pour laquelle il est utilisé comme traitement de l'hémophilie B. Il fait partie de la liste des médicaments essentiels de l'Organisation mondiale de la santé (liste mise à jour en avril 2013).
Le nom "facteur Christmas" vient du nom du premier patient chez qui une déficience a été identifiée, Stephen Christmas, en 1952.

## Cible thérapeutique
Plusieurs antagonistes de ce facteurs sont en cours de test dans la maladie thromboembolique veineuse compliquant certaines chirurgie :
- L'abelacimab est un anticorps monoclonal ciblant cette molécule permet de diminuer le risque de cette complication après une chirurgie du genou[4].
- Le milvésian est un inhibiteur spécifique qui pourrait constituer une alternative à l'enoxaparine chez ces mêmes patients[5].